# Pluto (Astrologie)

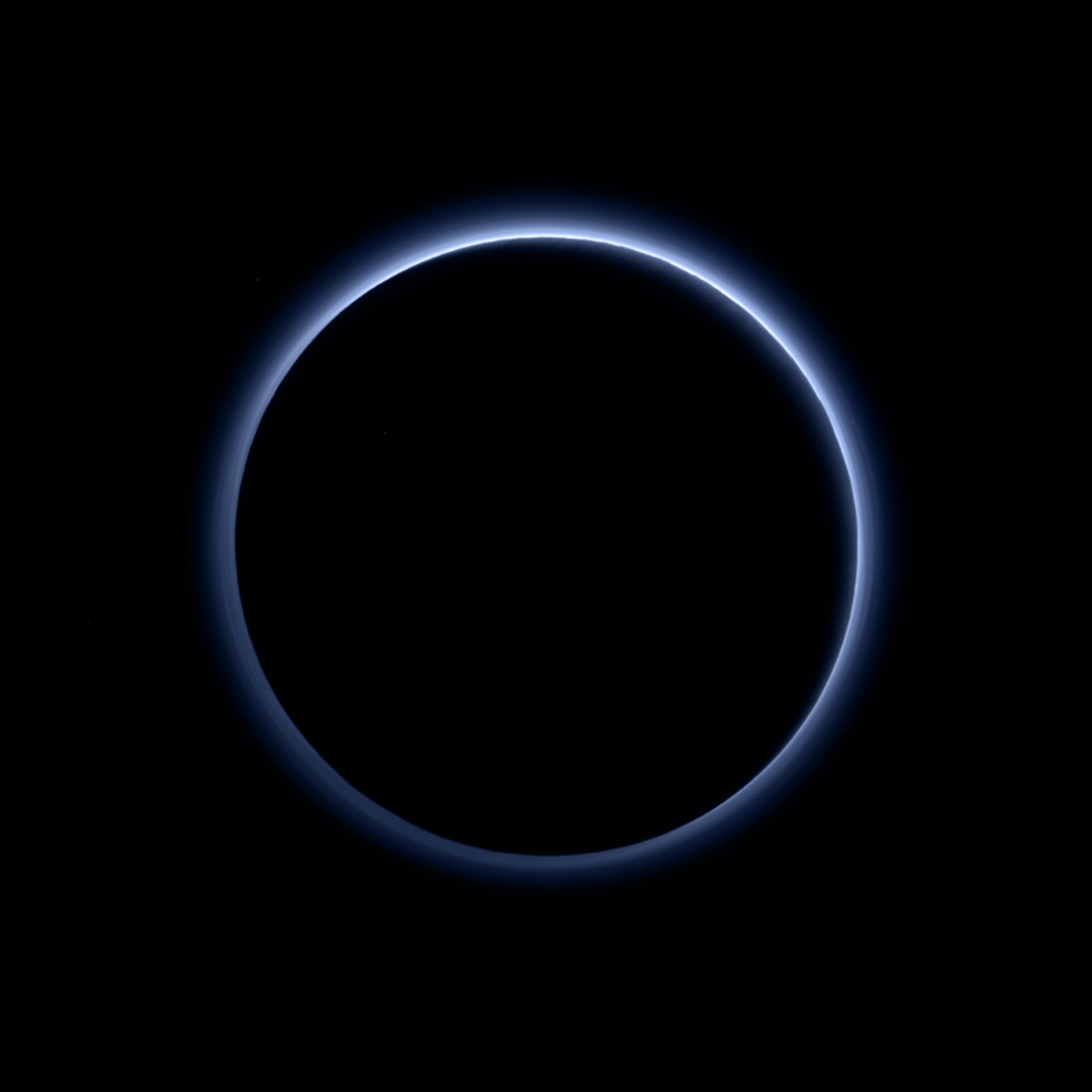
Pluto mit von der Sonne angestrahlter Atmosphäre (Aufnahme von New Horizon, 2015)

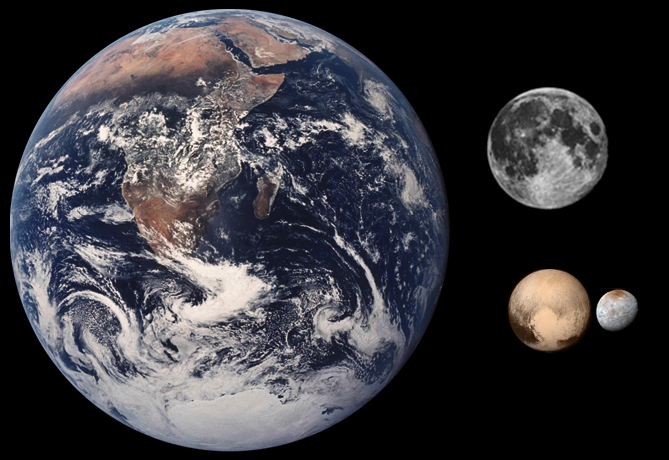
Erde und Mond im Vergleich mit Pluto und Charon

Pluto ist im geozentrischen Weltbild der westlichen Astrologie einer der modernen Planeten.
Der Planet Pluto ist mit einer maximalen scheinbaren Helligkeit von +13,65 mag nicht nur für das bloße Auge nicht sichtbar, sondern auch zu schwach für Feldstecher und kleinere Teleskope. Tatsächlich ist Pluto deutlich kleiner als der Erdmond, was sich bei der Suche nach einem Planeten jenseits des Neptun als Hindernis erwies, man hatte nämlich nach einem deutlich größeren und entsprechend helleren Objekt gesucht.
Bevor aber noch Pluto als physisches Objekt entdeckt werden konnte, kursierten in der astrologischen Welt mehrere hypothetische Planeten, die gewissermaßen das Bild des späteren realen Pluto in der Astrologie vorprägten, wohl auch, was die Benennung betraf. So hat 1911 die englische Theosophin Isabelle Mary Pagan (1867–1960) einen angenommenen Pluto als Herrscher des Zeichens Skorpion beschrieben.
Im gleichen Jahr 1911 postulierte der niederländische Astrologe Adolph Ernestus Thierens (meist nur als A. E. Thierens publizierend, 1875–1941) im ersten Band seiner dreibändigen Cosmologie, dass der nächste Planet hinter Neptun ein „positiver Mars“ sein würde und in der Art von Pluton, dem Gott der Unterwelt.
Der schottische Astrologe Maurice Wemyss (eigentlich Duncan MacNaughton, 1892–1973) beschrieb etwa 1929 im Rahmen einer von ihm vorgeschlagenen umfassenden Reform des astrologischen Herrschaftssystems einen hypothetischen Pluto mit einer Umlaufperiode von 1366 Jahren, der den Krebs regieren sollte.
1930 wurde dann der real existierende Planet nach einer 25 Jahre währenden Suche von Clyde Tombaugh am Lowell-Observatorium entdeckt. Bereits 1915 war Pluto auf einer von Percival Lowell angefertigten Aufnahme zu erkennen gewesen, Lowell hatte ihn jedoch übersehen, da er nach einem größeren und helleren Objekt suchte.
Mit einer siderischen Umlaufzeit von fast 288 Jahre, zählt Pluto zu den Langsamläufern, wobei die Bahn des Pluto stark elliptisch ist und teilweise innerhalb der Bahn des Neptun verläuft. Durch die langsame Bewegung verweilt Pluto durchschnittlich 20 Jahre in jedem Tierkreiszeichen, so bewegt er sich seit 2023 durch den Wassermann, den er erst 2043 wieder verlassen wird. Wegen der elliptischen Bahn und der deutlich schnelleren Bewegung in der Nähe des Perihel bewegen sich die Verweilzeiten in den Tierkreiszeichen zwischen 11 und 30 Jahren. Zudem ist Plutos Bahn mit über 17° relativ stark gegen die Ekliptik geneigt. Die große Entfernung von im Mittel dem 40-fachen der Erde von der Sonne bewirkt, dass die scheinbare Bewegung Plutos von der Bewegung der Erde dominiert wird, das heißt, was wir als Bewegung Plutos sehen, ist im Wesentlichen die durch die relativ schnelle Erdbewegung verursachte Parallaxe. Aus dem gleichen Grund ist Pluto fast während der Hälfte des Jahres rückläufig.
Dass Pluto seit 2006 in der Astronomie nicht mehr als Planet, sondern als Zwergplanet gilt, tat seiner Beliebtheit unter Astrologen keinen Abbruch und minderte das Interesse nicht. Er wird in der Astrologie weiterhin als Planet behandelt und die Zahl der astrologischen Bücher über Pluto wächst stetig. Es hat sich allerdings bislang, was die Deutung der Stellung von Pluto im Horoskop und seine allgemeine Charakterisierung betrifft, bislang kein Konsens etabliert.
Das offizielle astronomische Symbol ist ♇ (Unicode U+2647), ein aus den Buchstaben P und L gebildetes Monogramm, sowohl für Pluto als auch für Percival Lowell.
Neben dem offiziellen Symbol gibt es mehrere von einzelnen Astrologen bzw. Schulen bevorzugte Varianten, für vier davon gibt es Unicode-Zeichen im Block Verschiedene Symbole und Pfeile, nämlich:
 (Unicode U+2BD3, geht auf Paul Clancy zurück, Gründer des Magazins American Astrology),
 (U+2BD4, ein in zahlreichen Varianten vor allem in Europa verwendetes Symbol),
 (U+2BD5, von Hermann Lefeldt 1946 vorgeschlagenes Symbol, vor allem in der Hamburger Schule verbreitet) und
 (U+2BD6, symbolisiert möglicherweise die Überschneidung der Bahnen von Pluto und Neptun).

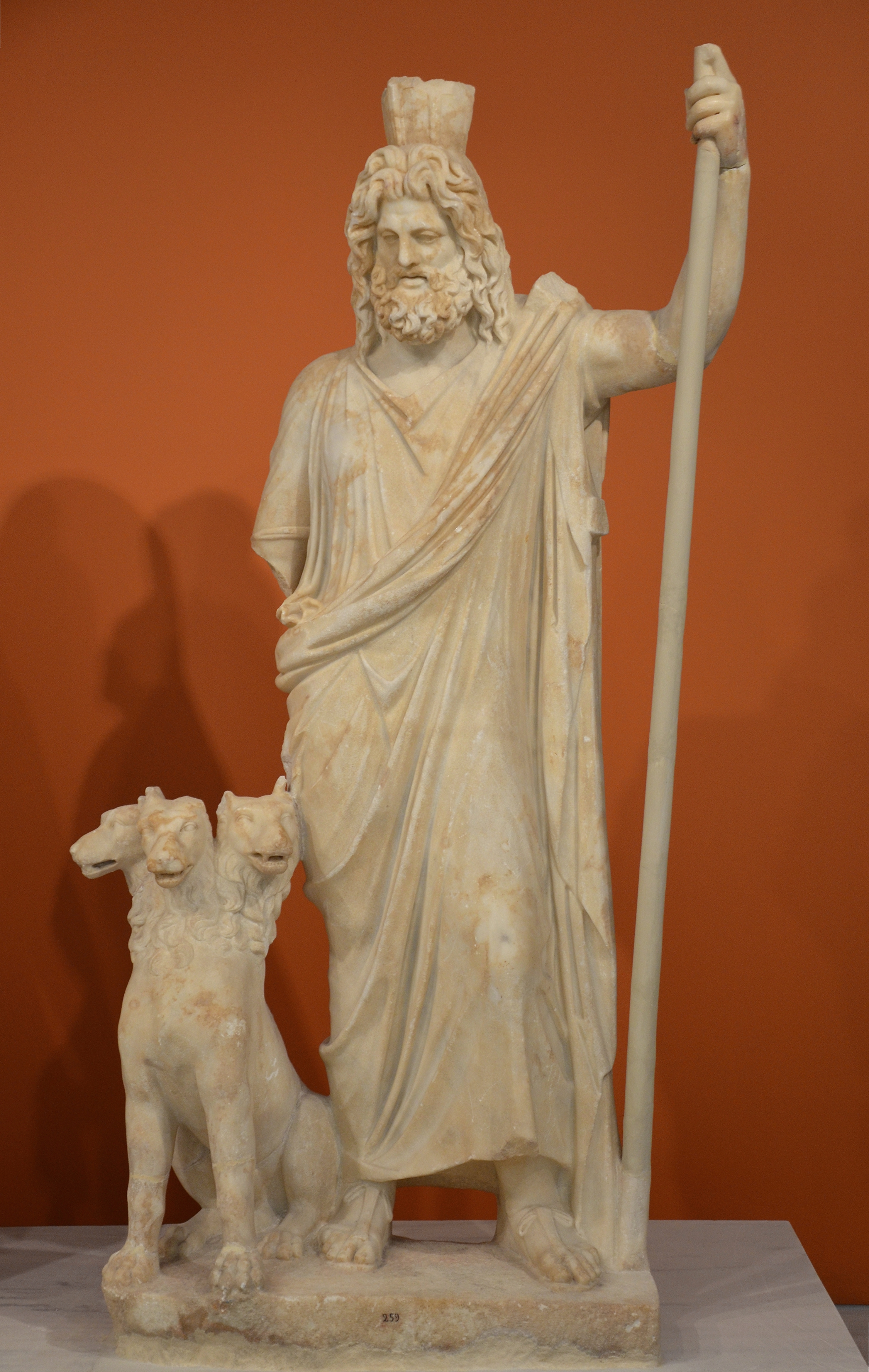
Pluto-Serapis mit dreiköpfigem Cerberos (Tempel der ägyptischen Götter, Gortyn auf Kreta)

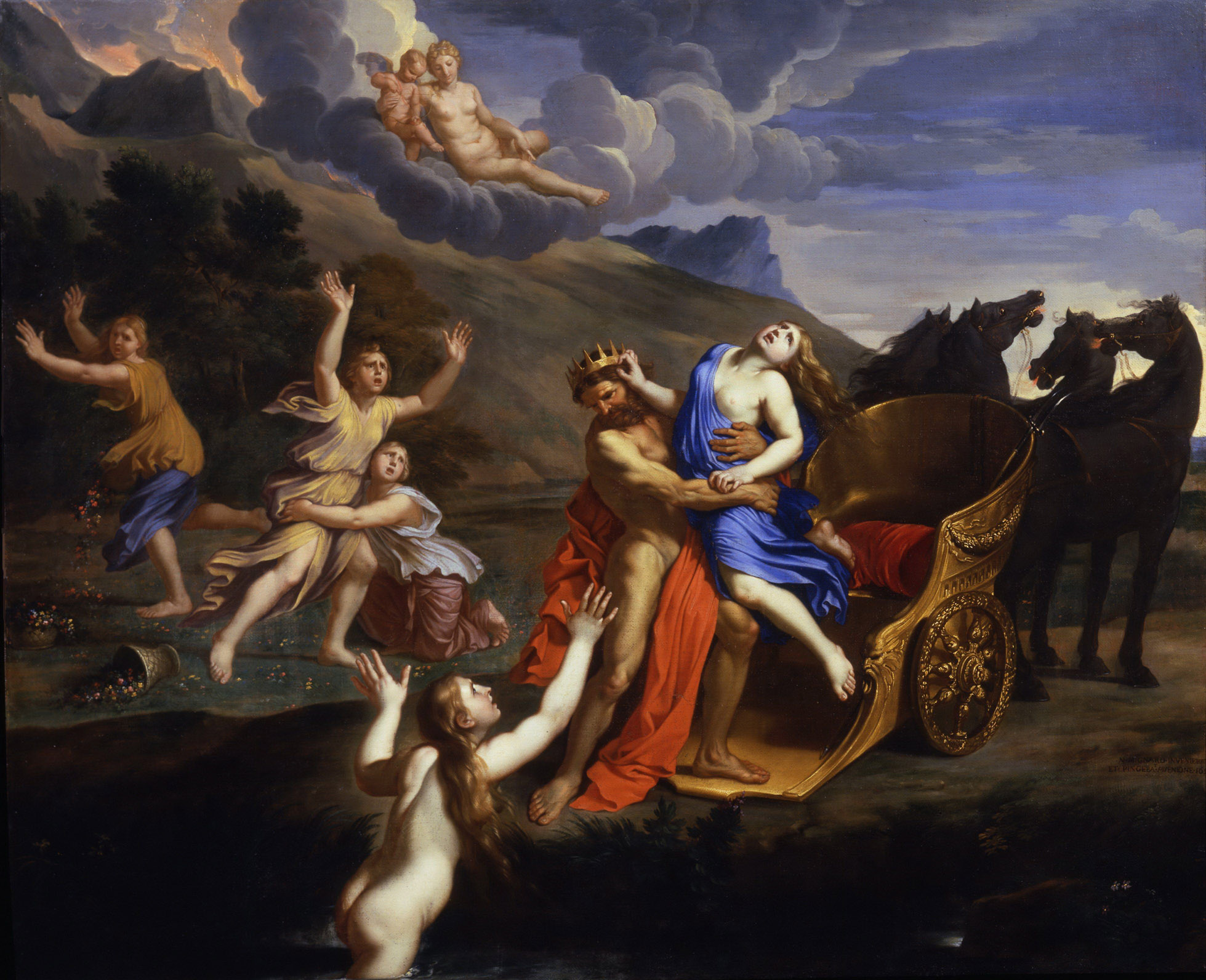
Pluton raubt Proserpina (Nicolas Mignard, 1651)

Pluto entspricht in der Mythologie der griechische Gott der Unterwelt Hades und der römische Pluton. Mit Pluto waren dann Kronos (Uranus) mit seinen drei rebellischen Kindern, nämlich Zeus (Jupiter), Poseidon (Neptun) und Hades als Planeten am Himmel repräsentiert.

## Zuordnungen
Da der Pluto erst in der Neuzeit entdeckt wurde, ist er nicht in das klassische System der Zuordnungen integriert.  Daher gilt heute der Pluto als Nachtherrscher im Skorpion anstelle des traditionellen Mars.
Demnach ist er in der gegenüberliegenden Stier im Exil.
Er teilt sich mit Mars die anderen Würden und gilt daher als Nebenherrscher im Widder und neben Mars als Häuserherrscher  im 8. Haus. Diese Zuordnungen werden heute weitgehend akzeptiert.
Pluto soll nach Emil Lips in 21° Wassermann erhöht und dementsprechend in 21° Löwe im Fall sein.
Weiterhin wird Pluto gelegentlich als „höhere Oktave“ des Mars bezeichnet, das heißt, dass er in einer Analogiebeziehung steht und gewisse Merkmale des Mars aufwiese, allerdings sein Einfluss auf einer wesentlich längeren Zeitskala wirke.
Eine Einordnung als Wohltäter bzw. Übeltäter gilt heute für die transsaturnischen Planeten als nicht angemessen.